# Émile Verhaeren
Émile Verhaeren (Sint-Amands,  Antwerpen tartomány, 1855. május 21. – Rouen, 1916. november 27.) flamand származású francia nyelven író belga költő, és drámaíró.

## Élete
Gazdag kereskedőcsalád sarja volt. Jogi tanulmányokat folytatott, 1881-ben a La Jeune Belgique folyóirat munkatársa lett.
Stefan Zweig író, drámaíró, költő, szerkesztő, műfordító egyik legnagyobb példaképe, mestere és barátja volt Verhaeren. Számtalan alkalommal személyesen is találkoztak. Rendszeresen leveleztek. Barátságukat az első világháború árnyékolta be. Nézetbeli különbségeiket nem tudták megbeszélni, kibeszélni, mert országaik háborús ellenfelek voltak. Verhaeren Franciaországban, Zweig pedig többnyire Bécsben élt barátságuk idején. Zweiget besorozták. A háború ellenére Zweig tudomást szerzett Verhaeren váratlan haláláról. Az író közlekedési baleset áldozata lett. Zweig rettentően fájlalta, hogy barátjával nem tudták rendezni rövid ideig tartó ellentétüket.

## Művei
1883-ban írta meg első verseskötetét Flamand nők címmel, melynek a flamand táj és kultúra a témája. 1887-ben az Esték című kötetben már rátalál igazi énjére. Az 1890-es években három kötetet ír Kísérteties vidékek, Álombeli falvak és Csápos városok címmel.
Újítása a verhaereni óda, melyben hagyományos forma és whitmani szabadvers ötvöződik optimista hitvallással párosulva.
Többen fordították magyarra verseit, köztük József Attila is. Hatását tekintve sokan Victor Hugóhoz mérték.

## Magyarul
- Rembrandt van Ryn élete, művei; ford. Aranyossy Pál; Tevan, Békéscsaba, 1913 (Tevan-könyvtár)
- Verhaeren Emile versei; ford. Peterdi Andor; Tevan, Békéscsaba, 1917
- Verhaeren-Versek és más műfordítások; ford. Binét Menyhért; Fischer Ny., Sárospatak, 1926
- Rubens; ford. Éber László; Kultúra, Bp., 1935 (Kultúra Könyvtár)
- Versek; ford. Holler András, bev. Várkonyi Nándor; Janus Pannonius Társaság, Pécs, 1939
- Versek; ford. Peterdi Andor et al., bev. Gyergyai Albert; Új Magyar Kiadó, Bp., 1955
- Rembrandt; ford. Klimó Ágnes; Helikon, Bp., 1987